# Maria do Carmo Estanislau do Amaral
Maria do Carmo Estanislau do Amaral (1959) es una bióloga, botánica, curadora, y profesora brasileña, que desarrolla, desde 2011, actividades académicas y científicas en el Departamento de Biología, Universidad Estatal de Campinas.

## Biografía
En 1980, es Licenciada en Ciencias Biológicas por la Universidad de São Paulo, en 1985, Máster en Ciencias Biológicas (botánica) por la misma casa de altos estudios, defendiendo la tesis supervisada por el Dr. Antonio Salatino Cera epicuticular de plantas aquáticas; y, en 1990, el doctorado en Ciencias Naturales por la Universidad de Hamburgo, Alemania.
Desde 1993 es profesora de la Universidad Estatal de Campinas. Tiene experiencia en botánica, con énfasis en Taxonomía de Fanerógamos, actuando sobre los siguientes temas: sistemática filogenética, sistemática macromolecular, claves interactivas de acceso múltiple, Ochnaceae, Commelinaceae, Orchidaceae, plantas acuáticas y la flora de São Paulo.
En 2012, realizó un posdoctorado por la Universidad de Zúrich, con una beca de la Fundação de Amparo à Pesquisa do Estado de São Paulo, FAPESP, Brasil.

## Algunas publicaciones
- GIL, ANDRÉ DOS SANTOS BRAGANÇA ; BITTRICH, V. ; AMARAL, M. C. E. 2014.Two New Species of Neomarica Sprague (Trimezieae-Iridaceae) from Bahia State, Northeastern Brazil. Phytotaxa: a rapid international journal for accelerating the publication of botanical taxonomy 164: 47-57 resumen en línea

- SCHNEIDER, JULIO V. ; BISSIENGOU, PULCHERIE ; AMARAL, M. C. E. ; TAHIR, ALI ; FAY, MICHAEL F. ; THINES, MARCO ; SOSEF, MARC S.M. ; ZIZKA, GEORG ; CHATROU, LARS W. 2014. Phylogenetics, ancestral state reconstruction, and a new infrafamilial classification of the pantropical Ochnaceae (Medusagynaceae, Ochnaceae s.str., Quiinaceae) based on five DNA regions. Molecular Phylogenetics and Evolution 78: 199-214

- AONA, LIDYANNE YURIKO SALEME ; BITTRICH, V. ; AMARAL, M. C. E. 2014. Two new species of Dichorisandra (Commelinaceae) from Rio de Janeiro and comments on the two species included in Vellozo s -Flora Fluminensis-. Phytotaxa: a rapid international journal for accelerating the publication of botanical taxonomy 184: 223-234

- BITTRICH, V. ; NASCIMENTO-JUNIOR, JOSÉ E. DO ; AMARAL, M. C. E. ; DE LIMA NOGUEIRA, PAULO C. 2013. The anther oil of Symphonia globulifera L.f. (Clusiaceae). Biochemical Systematics and Ecology 49: 131-134

- CADDAH, MAYARA KRASINSKI ; CAMPOS, T. ; ZUCCHI, MARIA IMACULADA ; SOUZA, ANETE PEREIRA ; BITTRICH, Volker ; AMARAL, M. C. E. 2013. Species boundaries inferred from microsatellite markers in the Kielmeyera coriacea complex (Calophyllaceae) and evidence of asymmetric hybridization. Plant Systematics and Evolution 299: 731-741

- KOEHLER, S. ; SINGER, R. B. ; AMARAL, M. C. E. 2012. Taxonomic revision of the neotropical genus Christensonella (Maxillariinae, Orchidaceae). Botanical Journal of the Linnean Society 168: 449-472

- AONA-PINHEIRO, L. Y. S. ; AMARAL, M. C. E. 2012. Four new species of Dichorisandra J.C.Mikan (Commelinaceae) from Southeast Brazil. Phytotaxa 48: 7-22

- CADDAH, M. K. ; MAYER, J. L. S. ; BITTRICH, V. ; AMARAL, M. C. E. 2012. Species limits in the Kielmeyera coriacea complex (Calophyllaceae) a multidisciplinary approach. Botanical Journal of the Linnean Society 168: 101-115 resumen en línea

- BITTRICH, V. ; SOUZA, C. S. D. ; COELHO, R. L. G. ; MARTINS, M. V. ; HOPKINS, M. J. G. ; AMARAL, M. C. E. 2012. An interactive key (Lucid) for the identifying of the genera of seed plants from the Ducke Reserve, Manaus, AM, Brazil. Rodriguésia 63: 55-64

- MATTHEWS, MERRAN L. ; AMARAL, M. C. E. ; ENDRESS, PETER K. 2012. Comparative floral structure and systematics in Ochnaceae (Ochnaceae, Quiinaceae and Medusagynaceae; Malpighiales). Botanical Journal of the Linnean Society 170: 299-392

- AONA, L. Y. S. ; FADEN, R. B. ; AMARAL, M. C. E. 2011. Five new species of Dichorisandra J.C.Mikan (Commelinaceae) from Bahia State, Brazil. Kew Bulletin 66: 479-491

- RODRIGUES, R. A. F.; CARVALHO, J. E. ; SOUSA, I. M. O. ; ANTÔNIO, M. A. ; PIZÃO, P. E. ; KOHN, L. K. ; AMARAL, M. C. E. ; BITTRICH, V. ; FOGLIO, M. A. 2011. Antiproliferative activity, isolation and identification of active compound from Gaylussacia brasiliensis. Revista Brasileira de Farmacognosia (impreso) 21: 622-626

- WANDERLEY, M. G. L. ; SHEPHERD, G. J. ; MARTINS, S. E. ; ESTRADA, T. E. M. D. ; ROMANINI, R. P. ; KOCH, I. ; PIRANI, J. R. ; MELHEM, T. S.'A. ; HARLEY, A. M. G. ; KINOSHITA, L. S. ; MAGENTA, M. A. G. ; WAGNER, H. M. L. ; BARROS, F. ; LOHMANN, L. G. ; AMARAL, M. C. E. ; CORDEIRO, I. ; ARAGAKI, S. ; BIANCHINI, R. S. ; ESTEVES, G. L. 2011. Checklist das Spermatophyta do Estado de São Paulo, Brasil. Biota Neotropica (edic. en portugués, online) 11: 191-388

- PANSARIN, E. R. ; AMARAL, M. C. E. 2011. Checklist das Spermatophyta do Estado de São Paulo, Brasil: Alismataceae. Biota Neotropica 11: 200-201

- FERES, F. ; AMARAL, M. C. E. 2011. Checklist das Spermatophyta do Estado de São Paulo, Brasil: Cabombaceae. Biota Neotropica 11: 240-240

- AONA, L. Y. S. ; AMARAL, M. C. E. 2011. Checklist das Spermatophyta do Estado de São Paulo, Brasil: Haloragaceae. Biota Neotropica 11: 280-280

- AONA, L. Y. S. ; AMARAL, M. C. E. 2011. Checklist das Spermatophyta do Estado de São Paulo, Brasil: Hydrocharitaceae. Biota Neotropica 11: 281-281

- PANSARIN, E. R. ; AMARAL, M. C. E. 2011. Checklist das Spermatophyta do Estado de São Paulo, Brasil: Hydrophyllaceae (Hydroleaceae). Biota Neotropica 11: 281-281

- PANSARIN, E. R. ; AMARAL, M. C. E. 2011. Checklist das Spermatophyta do Estado de São Paulo, Brasil: Juncaginaceae. Biota Neotropica 11: 283-283

### Libros
- AMARAL, M. C. E. ; BITTRICH, V. ; FARIA, A. D. ; ANDERSON, L. O ; AONA, L. Y. S. 2008. Guia de Campo para Plantas Aquáticas e Palustres do Estado de São Paulo. Ribeirão Preto, SP: Holos, Editora. 452 pp.

- AMARAL, M. C. E. ; BITTRICH, V. 2002. Laguinhos: mini-ecossistemas para escolas e jardins. Ribeirão Preto: Holos, Editora vv. 3.000. 88 pp.

### En capítulos de libros
- AONA, L. Y. S. ; AMARAL, M. C. E. 2013. Commelinaceae. En: R. C. Forzza; L. Menini Neto; R. R. G. Salimena; D. Zappi. (orgs.) Commelinaceae. Juiz de Fora, MG: Editora UFJF, pp. 244-245

En Maria das Graças Lapa Wanderley; George John Shepherd; Therezinha Sant'Anna Melhem; Ana Maria Giulietti; Suzana Ehlin Martins (orgs.) Flora Fanerogâmica do Estado de São Paulo. São PauloInstituto de Botânica
- BITTRICH, V. ; AMARAL, M. C. E. 2012. Ceratophyllaceae, vv. 7, p. 143-145
- BITTRICH, V. ; AMARAL, M. C. E. 2012. Najadaceae, vv. 7, p. 237-239

En R.C. Forzza; et al. (orgs.) Catálogo de Plantas e Fungos do Brasil. Río de JaneiroAndrea Jacobsson Estúdio; Jardim Botânico do Rio de Janeiro
- AMARAL, M. C. E. 2010. Pontederiaceae, vv. 2, p. 1534-1535
- AMARAL, M. C. E. 2010. Nymphaeaceae, vv. 2, p. 1332-1332
- AMARAL, M. C. E. 2010. Haloragaceae, vv. 2, p. 1115-1115
- AMARAL, M. C. E. 2010. Menyanthaceae, vv. 2, p. 1285-1285
- AMARAL, M. C. E. 2010. Cabombaceae, 2010, v. 1, p. 821-822.

- AMARAL, M. C. E. 2009. Nymphaeaceae. En: João Renato Stehmann; Rafaela Campostrini Forzza; Alexandre Salino; Marcos Sobral; Denise Pinheiro da Costa; Luciana H. Yoshino Kamino (orgs.) Plantas da Floresta Atlântica. Río de Janeiro: Instituto de Pesquisas Jardim Botânico do Rio de Janeiro, vv. 1, p. 367-367

En M.R. V. Barbosa; C. Sothers; S. Mayo; C.F.L. Gamarra-Rojas; A.C. Mesquita (orgs.) Checklist das Plantas do Nordeste Brasileiro. BrasíliaMinistério da Ciência e Tecnología
- AMARAL, M. C. E. 2006. Alismataceae, p. 26-26.
- AMARAL, M. C. E. 2006. Cabombaceae, p. 54-54
- AMARAL, M. C. E. 2006. Haloragaceae, p. 76-76
- AMARAL, M. C. E. 2006. Hydrophyllaceae, p. 77-77
- AMARAL, M. C. E. 2006. Menyanthaceae, p. 109-109
- AMARAL, M. C. E. 2006. Nymphaeaceae, p. 114-114
- YAMAMOTO, K. ; AMARAL, M. C. E. 2006. Ochnaceae, p. 114-114
- AMARAL, M. C. E. 2006. Pontederiaceae, p. 133-134
- AMARAL, M. C. E. 2006. Typhaceae, p. 151-151

### En Congresos
- SANT'ANA, I. S.; FERNANDES, S. D. C.; CHAVES, B. E.; GOMES, P.T.C.; PAIVA, J.G.A.; AMARAL, L.I.V. 2011. VARIAÇÕES DIURNAS NO TEOR DE CARBOIDRATOS EM TECIDOS FOLIARES DE PTERIDÓFITAS E ANGIOSPERMAS: IMPLICAÇÕES EVOLUTIVAS. 63.ª Reunión Anual de la SBPC.
- SCAURI, A. ; AMARAL, M. C. E. 2011. Levantamento florístico e chave interativa para gêneros de Orchidaceae das campinaranas do Parque Nacional do Viruá, Roraima, Brasil. En XIX Congresso Interno de Iniciação Científica da UNICAMP, Campinas, SP. Cd-ROM do XIX Congresso Interno de Iniciação Científica da UNICAMP. Campinas, SP: UNICAMP

## Honores

### Premios
- 2002: mención honrosa en la categoría Iniciación Científica durante el XVI Congreso de la Sociedad Botánica de São Paulo, como orientadora de Katia G. Cangani
- 2003: mención honrosa: Congreso Interno de Iniciación Científica de la UNICAMP (como orientadora de Jucemary S. Araújo) Pró-Reitoria de Pesquisa, UNICAMP

### Membresías
- Sociedad Botánica de Brasil[7]

### Revisora de periódico
- 2010 - actual. Periódico: Phytotaxa (online)
- 2009 - actual. Periódico: Novon (Saint Louis, Mo.)
- 2010 - actual. Periódico: Brittonia (Bronx, N.Y.)
- 2010 - actual. Periódico: Revista Brasileira de Botânica (impreso)
- 2011 - actual. Periódico: Rodriguésia (impreso)
- 2011 - actual. Periódico: Acta Botanica Brasílica (impreso)
- 2012 - actual. Periódico: Botanical Journal of the Linnean Society (impreso)
- 2016 - actual. Periódico: F.R.L.M.S.S. (fadinhas)

### Revisora de Proyecto de fomento
- 2000 - actual. Proyecto: Conselho Nacional de Desenvolvimento Científico e Tecnológico
- 1995 - actual. Proyecto: Fundação de Amparo à Pesquisa do Estado de São Paulo
- 2008 - actual. Proyecto: Deutscher Akademischer Austauschdienst
- 2007 - actual. Proyecto: Fundação de Amparo à Pesquisa do Estado da Bahía
- 2000 - actual. Proyecto: Serviço de Apoio ao Estudante - UNICAMP